# Era 1
"Era 1" é o projeto de estréia da cantora compositora alemã Kim Petras e o corpo não oficial de trabalho. O projeto começou em 2017 com o single de estréia "I Don't Want It at All", com mais nove singles saindo regularmente até o lançamento do último, "1,2,3 Dayz Up", lançado em 2019, quando Kim confirmou que seu primeiro projeto estava concluído.
Em agosto de 2022 após a popularidade da canção "Can't Do Better" no drama televisivo da Amazon Prime Video The Summer I Turned Pretty, o projeto ganhou um lançamento compilado nas plataformas digitais sob o título The Summer I Couldn't Do Better em alguns países; no entanto, fora retirado horas depois e será lançado oficialmente em uma nova data a ser definida.

## Antecedentes e composição
Após seu EP de estréia, One Piece Of Tape (2011), Kim teve um hiato em sua carreira musical para que ela pudesse se concentrar em seu ofício. Ela se mudou para Los Angeles e começou a trabalhar com produtores melhores e mais conhecidos, que culminaram nas onze faixas lançadas de 2016 a 2019, sendo as mais populares "I Don't Want It at All" e "Heart to Break".
Kim sempre teve uma visão clara do projeto, que antes de tudo se destacava pela primeira vez de uma maneira importante. Para isso, ela planejou lançar um arco-íris completo de singles (referindo-se às capas) antes de lançar um álbum oficial completo.

## Temática musical
Os singles têm vários temas e tópicos, mas o ponto principal era que as músicas eram da perspectiva de alguém que Kim quer ser, que tem a vida que ela quer ter. Em entrevistas, Kim falou sobre como ela escreveria músicas que a tiraram de sua realidade.
Em uma entrevista para a Dork Magazine, Petras fala mais sobre o tema: 
| “ | Minha primeira era foi quando eu nunca pensei que poderia ser uma estrela pop, eu era apenas uma compositora para outras pessoas em Los Angeles e não estava me sentindo confiante em mim mesma. Não achei que fosse boa o suficiente; não achei que fosse bonita o suficiente. Não achei que minhas músicas fossem boas o suficiente, todas essas coisas. Adoro todas essas músicas sobre o que eu queria ser assim, como essa garota pop super confiante e malcriada. Fiquei impressionada quando as pessoas reagiram bem. | ” |

## Promoção

### Singles
"I Don't Want It at All" foi lançada em 1º de agosto de 2017 como primeiro single do projeto.
"Faded" foi lançada em 15 de dezembro de 2017 como segundo single do projeto.
"Heart to Break" foi lançada em 14 de fevereiro de 2018 como terceiro single do projeto.

## Alinhamento de faixas
As faixas estão organizadas na ordem em que foram lançadas.
| N.º            | Título                                       | Compositor(es)                                                              | Produtor(es)                | Duração |  |
| 1.             | "I Don't Want It at All"                     | Kim Petras Lukasz Gottwald Henry Russell Walter Aaron Jennings Aaron Joseph | Made in China Cirkut        | 4:10    |  |
| 2.             | "Hillside Boys"                              | Petras Gottwald Jon Castelli Joseph                                         | Made in China               | 3:59    |  |
| 3.             | "Hills" (com participação de Baby E)         | Petras Baby E Gottwald B Ham                                                | Made in China Ham Joseph    | 3:38    |  |
| 4.             | "Slow It Down"                               | Petras Gottwald Cirkut Kool Kojak Joseph                                    | Made in China               | 3:44    |  |
| 5.             | "Faded" (com participação de lil aaron)      | Petras Detail Gottwald Jennings Joseph                                      | Made in China               | 4:04    |  |
| 6.             | "Heart to Break"                             | Petras Gottwald Cirkut Jacob Kasher Joseph                                  | Made in China Cirkut        | 3:45    |  |
| 7.             | "Can't Do Better"                            | Petras Gottwald Cirkut Castelli Joseph                                      | Made in China Cirkut Joseph | 3:08    |  |
| 8.             | "All the Time"                               | Petras Gottwald Cirkut Joseph                                               | Made in China Cirkut Joseph | 3:15    |  |
| 9.             | "If U Think About Me"                        | Petras Gottwald Alexander “AC” Castillo Vásquez Joseph                      | Made in China AC Joseph     | 3:28    |  |
| 10.            | "Homework" (com participação de lil aaron)   | Petras Baby E Gottwald Jennings Joseph                                      | Made in China Joseph        | 4:18    |  |
| 11.            | "1,2,3 Dayz Up" (com participação de SOPHIE) | Petras SOPHIE Gottwald Jennings Joseph                                      | Made in China SOPHIE Joseph | 3:33    |  |
| Duração total: | Duração total:                               | Duração total:                                                              | Duração total:              | 39:02   |  |

## Curiosidades
- A cabeça de neon foi escolhida para estar na capa de todos os singles, porque Kim não estava confiante o suficiente para ter sua própria foto na capa de seus singles.
- A arte da cabeça de neon foi baseada nessa selfie de Kim.